# Rensselaer Falls
Rensselaer Falls – wieś w Stanach Zjednoczonych, w stanie Nowy Jork, w hrabstwie St. Lawrence.